# Mário Fonseca
Mário Fernando Ribeiro Pacheco Fonseca (Lousada, 26 de Fevereiro de 1954 - 3 de Setembro de 2012), foi um médico lousadense, conhecido pelo seu amor a Lousada e ao apoio médico junto dos mais pobres e necessitados.
Era reconhecido pelo "Médico do Povo".
Foi Presidente da Assembleia de Lousada entre 1989 e 2012, ano do seu falecimento, acompanhando Jorge Magalhães na sua vida política, apesar de nunca ter sido militante do Partido Socialista.

## Biografia
Mário Fonseca dedicou a sua vida à medicina e a Lousada. Concluiu os seus estudos em 1978 na Faculdade de Medicina da Universidade do Porto, sendo que exerceu toda a sua atividade profissional no Centro de Saúde de Lousada e no seu consultório privado, onde era conhecido pelas consultas gratuitas aos mais necessitados. Benfiquista de alma e coração, uma das suas principais paixões era Viajar.
Faleceu após uma intensa luta contra o cancro.
Recebeu a Medalha de Ouro de Mérito Municipal em 2013, atribuída pelo município de Lousada a título póstumo, sendo que para além disso foi-lhe atribuído o nome ao novo Parque Urbano localizado no antigo campo de Futebol da Associação Desportiva de Lousada.
Mário Fonseca, assumiu-se assim como uma referência incontornável da história recente do concelho. Clínico devotado e de grande competência, muito dedicado aos doentes, numa relação de grande humanismo e solidariedade, era justamente conhecido por "Médico do Povo".
Mário Fonseca assumiu ainda outras funções, com especial destaque a presidência da Assembleia Municipal, mas também as de presidente da Assembleia Geral e da Direção da Associação Desportiva de Lousada, presidente da assembleia geral da Associação de Cultura Musical, presidente do Conselho Fiscal da Associação Humanitária dos Bombeiros Voluntários, professor no Colégio Eça de Queirós e diretor do jornal Terras do Vale do Sousa, entre outros cargos que desempenhou.